# 3646 Aduatiques
3646 Aduatiques eller 1985 RK4 är en asteroid i huvudbältet som upptäcktes den 11 september 1985 av den belgiske astronomen Henri Debehogne vid La Silla-observatoriet. Den är uppkallad efter folkgruppen Atuatuci.
Asteroiden har en diameter på ungefär 6 kilometer.